# Repubblica Batava
La Repubblica Batava (olandese: Bataafse Republiek), ribattezzata Commonwealth Batavo (olandese: Bataafs Gemenebest) nell'ottobre del 1801, o più semplicemente Batavia, fu una repubblica esistita tra il 1795 e il 1806, la prima istituita dai francesi a propria immagine all'estero. I suoi confini coincidevano grosso modo con quelli degli attuali Paesi Bassi.

## Storia

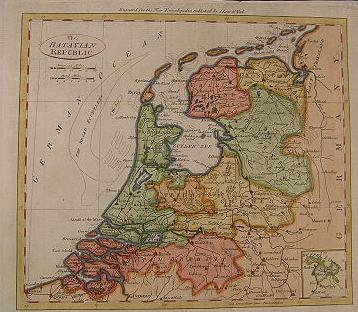
La Repubblica Batava nel 1802

Venne fondata il 19 gennaio 1795 in seguito all'invasione dell'esercito rivoluzionario francese e dopo che l'ultimo governante della vecchia Repubblica delle Sette Province Unite, Guglielmo V di Orange-Nassau era fuggito in Inghilterra. Il nome della repubblica derivava da quello degli antichi batavi, una delle tribù germaniche che vivevano nei delta del Reno e della Mosa al momento della conquista romana.

Bandiera navale dello Stato

Il 16 maggio 1795 il nuovo stato dovette accettare la Pace dell'Aia, che includeva pesanti concessioni politiche, finanziarie e territoriali. Gli olandesi furono infatti costretti a cedere alla Francia le città-piazzaforti di Maastricht (Maestricht) e Venlo e le Fiandre zelandesi (Flandre zélandaise), a stabilire un'alleanza difensiva (incluso il mantenimento di un corpo d'occupazione di 25.000 uomini) e a pagare 100 milioni di fiorini come indennità di guerra per la loro parte nella Prima Coalizione, oltre ad impegnarsi a sovvenzionare la Repubblica francese con prestiti a basso tasso d'interesse. Sull'altra sponda del fronte, peraltro, non si fece attendere la risposta degli inglesi che occuparono rapidamente la Colonia del Capo.
La Repubblica Batava fu la prima, e quella che ebbe vita più lunga, tra le repubbliche sorelle della repubblica francese, di fatto fu uno stato satellite della Francia. Venne guidata durante la sua breve esistenza dai Patrioti (rivoluzionari olandesi che negli anni precedenti si erano opposti al governo del principe d'Orange e della vecchia aristocrazia mercantile). La politica adottata era liberale, oltre che molto instabile, perché in pochi anni arrivarono a prodursi tre colpi di stato: il primo, del 1798, portò al potere la Uitvoerend Bewind (Autorità Esecutiva), a cui seguirono altri tentativi di rovesciamento nel 1801 e nel 1805.
L'ultimo segnò la fine degli esperimenti democratici, quando l'Imperatore francese mandò al potere Rutger Jan Schimmelpenninck, già ambasciatore batavo a Parigi. Ancora insoddisfatto, l'anno seguente, il 5 giugno 1806 Napoleone trasformò la repubblica nel Regno d'Olanda, la cui corona venne attribuita al fratello minore Luigi Bonaparte.

## Presidenti della Repubblica Batava (1801-1805)
- Willem Aernout de Beveren 17 ottobre 1801 - 31 gennaio 1802
- Egbert Sjuck Gerrold Juckema van Burmania Rengers 1º febbraio 1802 - 30 aprile 1802
- Samuel van Hoogstraten 1º maggio 1802 - 31 luglio 1802
- Gerrit Jan Pijman 1º agosto 1802 - 31 ottobre 1802
- Johannes Baptista Verheyen 1º novembre 1802 - 31 gennaio 1803
- Jacobus Spoors 1º febbraio 1803 - 30 aprile 1803
- Campegius Hermannus Gockinga 1º maggio 1803 - 31 luglio 1803
- Daniël Cornelis de Leeuw 1º agosto 1803 - 31 ottobre 1803
- Augustijn Gerhard Besier 1º novembre 1803 - 31 gennaio 1804
- Anthonie Frederik Robbert Evert van Haersolte, Signore di Staverden 1º febbraio 1804 - 30 aprile 1804
- Gerard Brantsen 1º maggio 1804 - 31 luglio 1804
- Willem Queysen 1º agosto 1804 - 31 ottobre 1804
- Willem Aernout de Beveren 1º novembre 1804 - 31 gennaio 1805
- Jan Bernd Bicker 1º febbraio 1805 - 29 aprile 1805

## Gran Pensionari della Repubblica Batava (1805-1806)
- Rutger Jan Schimmelpenninck 15 maggio 1805 - 4 giugno 1806
- Carel de Vos van Steenwijk 4 giugno 1806 - 18 giugno 1806